# Bruck an der Mur (stad)
Bruck an der Mur is een stad in het noorden van de Oostenrijkse deelstaat Stiermarken en de hoofdplaats van het district Bruck-Mürzzuschlag. De gemeente telt 15.720 inwoners (2022). De stad ligt bij de monding van de Mürz in de Mur.
In 2015 werd de gemeente uitgebreid met Oberaich.
Stadsgemeenten:
Bruck an der Mur · Kapfenberg · Kindberg · Mariazell · Mürzzuschlag

Marktgemeenten:
Aflenz · Breitenau am Hochlantsch · Krieglach · Langenwang · Neuberg an der Mürz · Sankt Barbara im Mürztal · Sankt Lorenzen im Mürztal · Sankt Marein im Mürztal · Thörl · Turnau

Overige gemeenten:
Pernegg an der Mur · Spital am Semmering · Stanz im Mürztal  · Tragöß-Sankt Katharein
- Gemeinsame Normdatei: 4090188-9
- Library of Congress Control Number: n81143951
- MusicBrainz: b61a0cdd-9345-43de-a730-b5ca3003d425
- Nationale Bibliotheek van Tsjechië: ge673761
- Nationale Bibliotheek van Israël: 987007566825605171
- Virtual International Authority File: 157121549
- WorldCat: E39PBJjmTTbprhpYkrcwkPPYT3